# Yüksel Yolcu
Yüksel Yolcu (* 1966 in Iğdır, Türkei) ist ein türkischer Theaterregisseur und Dramaturg. Er betätigt sich auch als Schauspieler. 2003 erhielt Yolcu den Brüder-Grimm-Preis des Landes Berlin.

## Leben und Wirken
Yüksel Yolcu wurde in der Türkei geboren und kam im Kindesalter nach Deutschland. Er besuchte die Grundschule und das Gymnasium bis zum Abitur in Berlin-Schöneberg. Seine Schauspielausbildung absolvierte er zwischen 1990 und 1994 an der Hochschule der Künste Berlin. Zu dieser Zeit begann er bereits als Schauspieler am Berliner Schiller-Theater an einer Reihe von Produktionen mitzuwirken, später zudem an den Kindertheatern carrousel und GRIPS. Auch einige Fernsehrollen spielte er zu dieser Zeit: neben einer Episodenhauptrolle in der Serie Der Fahnder die männliche Hauptrolle in dem mit dem Prix Europa ausgezeichneten Fernsehfilm So schnell geht es nach Istanbul (Regie: Andreas Dresen).
Nach einem Regiestudium in Paris folgten 2000 erste eigene Inszenierungen am Theater, z. B. Tschechows Der Heiratsantrag, Athol Fugards Hello and Goodbye am carrousel, Viel Lärm um Nichts, der kleine Prinz von Dänemark, am Theater Altenburg-Gera, das Pferd in der Nacht in Braunschweig, Fugards Merhaba und Tschüss im Rahmen des Diyalog TheaterFestes 2000 oder Anouilhs Antigone an der Berliner Werkstatt der Kulturen. Die von ihm gegründete Schauspielgruppe „Compagnie Yunus“ erhielt eine Förderung des Hauptstadtkulturfonds für die Dreigroschenoper von B.Brecht. Yolcu inszenierte vermehrt am Hans Otto Theater, wo er im Sommertheater 2005 und 2006 ebenfalls als Schauspieler (Sebastian in Was ihr wollt) wirkte.
Für seine Aufführung der Fluchtwege von Nick Wood am Otto-Theater erhielt Yolcu 2003 den Brüder-Grimm-Preis des Landes Berlin, eine Auszeichnung zur Förderung des Kinder- und Jugendtheaters. Seine Inszenierung von Colleen Murphys Herz schlägt Tod (2004) wurde durch die Mitwirkung Katja Riemanns, die die Hauptrolle spielte, stark in den Medien wahrgenommen. Als Bühnenautor bearbeitete Yolcu u. a. den Roman Leyla (2007) von Feridun Zaimoglu und entwickelte 2005 zusammen mit Paul Brody eine „Fassung für die Neuköllner Oper“ der Leo-Fall-Operette Die Rose von Stambul (1916). 2008 inszenierte Yolcu im Grips Theater „Schwarzweißlila“ von Volker Schmidt, es folgten die Arbeiten wie „Haram“ von Ad de Bond und Ohne Moos nix los von Jörg Isermeyer
Dieses Stück wurde 2011 zu den renommierten Mühlheimer Theatertagen eingeladen. Es folgten die Stücke „Aussetzer“ von Lutz Hübner (das Stück wurde für den Ikarus Preis 2014 nominiert) und das Kinderstück Schnubbel von Volker Ludwig. Ebenfalls im Jahre 2011 inszenierte Yolcu für das Theater der Jungen Welt Leipzig das Stück „Der Junge mit dem Koffer“ von Mike Kenny.

## Inszenierungen (Auswahl)
Hans Otto Theater
- Übermorgen von Roel Adam 2001
- Fluchtwege von Nick Wood (Deutsche Erstaufführung), 2003
- Paulas Paul von Melanie Peter (Erstaufführung)
- Aladin und die Wunderlampe
- Herz schlägt Tod von Colleen Murphy
- Danny, König aus dem Keller (Agent im Spiel) von David S. Craig, 2005/2006
- Leyla (nach dem Roman von Feridun Zaimoglu, Theaterfassung von Anne-Sylvie König und Yüksel Yolcu)

Grips Theater
- Schwarzweißlila von Volker Schmidt (Uraufführung)
- Haram von Roel Adam
- Ohne Moos nix Los von Jörg Isermeyer
- Schnubbel von Volker Ludwig (Uraufführung)
- Ein Fest bei Baba Dengiz von Volker Ludwig
- Aussetzer von Lutz Hübner
- Inside IS von Yüksel Yolcu nach Motiven des Buches Inside IS – 10 Tage im „Islamischen Staat“ von Jürgen Todenhöfer

Theater Altenburg-Gera
- Viel Lärm um nichts
- Der kleine Prinz von Dänemark

Neuköllner Oper
- Die Rose von Stambul von Leo Fall (Fassung für die Neuköllner Oper von Paul Brody und Yüksel Yolcu), 2005

Staatstheater Braunschweig
- Das Pferd in der Nacht von Suzanne v. Lohuizen  2006/07

Theater an der Parkaue
- Der Heiratsantrag       A. Tschechow      2000
- Von einem der Auszog das Fürchten zu lernen von Michael Bartenjew   2001/02
- Ein Hauch vom kalten Wetter   von Charles Way    2004/05

Ballhaus Naunystrasse
- Von Menschen und Mäusen  von John Steinbeck  1994
- Zwei verlorene in einer schmutzigen Nacht  von Plinio Marcos 1995
- Dreigroschenoper von B. Brecht   2003

Tiyatrom
- Hallo and Goodby  von Athol Fugard       2001/02
- Los Töte mich Schatz  von Aziz Nesin      2001/02

Stadttheater Aalen
- Die Schneekönigin nach Motiven von Hans Christian Andersen  Bühnenfassung Yüksel Yolcu 2014

Astrid Lindgren Bühne
Mio, mein Mio Stückfassung Yüksel Yolcu 2013
Theater der jungen Generation Leipzig
Der Junge mit dem Koffer von Mike Kenny 2011

## Auszeichnungen
- Brüder-Grimm-Preis des Landes Berlin für seine Inszenierung des Stücks Fluchtwege am Kinder- und Jugendtheater des Hans Otto Theaters Potsdam

## Quelle
- Hans Otto Theater Potsdam (Memento vom 8. Dezember 2008 im Internet Archive)

| Personendaten    | Personendaten                             |
| ---------------- | ----------------------------------------- |
| NAME             | Yolcu, Yüksel                             |
| KURZBESCHREIBUNG | türkischer Theaterregisseur und Dramaturg |
| GEBURTSDATUM     | 1966                                      |
| GEBURTSORT       | Iğdır, Türkei                             |